# Gare de Nesle (Somme)
Gare de Nesle vasútállomás Franciaországban, Nesle településen.

## Vasútvonalak
Az állomást az alábbi vasútvonalak érintik:
- Amiens-Laon-vasútvonal

## Kapcsolódó állomások
A vasútállomáshoz az alábbi állomások vannak a legközelebb:
- Gare de Chaulnes
- Gare de Ham